# Геккі Бадлер
Гектор «Геккі» Бадлер (англ. Hector "Hekkie" Budler; 18 травня 1988) — південноафриканський професійний боксер, чемпіон світу за версіями WBA (2013—2016) і IBO (2011—2016) у мінімальній вазі та чемпіон світу за версіями WBA (2018), IBF (2018) і IBO (2010—2011, 2017) у першій найлегшій вазі.

## Професіональна кар'єра
Геккі Бадлер дебютував на професійному рингу 2007  року у мінімальній вазі. 2010 року завоював титул чемпіона світу за версією IBO у першій найлегшій вазі, який один раз вдало захистив і втратив у другому захисті.
24 вересня 2011 року зумів стати чемпіоном за версією IBO у мінімальній вазі. Після чотирьох перемог поспіль завоював вакантний титул «тимчасового» чемпіона WBA у мінімальній вазі. 1 березня 2014 року завоював вакантний титул чемпіона світу за версією WBA у мінімальній вазі. Провівши впродовж 2014—2015 років чотири переможних боя, 19 березня 2016 року програв Байрону Рохасу (Нікарагуа) і втратив титули.
4 лютого 2017 року завоював вакантний титул чемпіона IBO у першій найлегшій вазі. 16 вересня 2017 року вийшов на бій проти чемпіона світу за версією IBF у першій найлегшій вазі Мілана Меліндо (Філіппіни) і програв розділеним рішенням.
20 травня 2018 року вийшов на бій проти об'єднаного чемпіона світу за версіями WBA і IBF у першій найлегшій вазі Тагуті Рьоічі (Японія) і переміг одностайним рішенням. Відмовившись від обов'язкового захисту звання чемпіона IBF, звільнив його у липні 2018 року і в наступному поєдинку 31 грудня 2018 року зустрівся з Кіогуті Хірото (Японія). Бій завершився поразкою Бадлера технічним нокаутом у десятому раунді.
18 вересня 2023 року вийшов на бій проти об'єднаного чемпіона світу за версіями WBA і WBC у першій найлегшій вазі Терадзі Кенсіро (Японія), програв технічним нокаутом у дев'ятому раунді і завершив кар'єру.